# 川岡村 (香川県)
川岡村（かわおかむら）は、香川県香川郡にあった村。現在の高松市川岡にあたる。

## 人口
| \| 1920年（大正9年） \| 2,814人 \| \| \| 1925年（大正14年） \| 2,815人 \| \| \| 1930年（昭和5年） \| 2,931人 \| \| \| 1935年（昭和10年） \| 3,014人 \| \| \| 1940年（昭和15年） \| 2,950人 \| \| \| 1947年（昭和22年） \| 4,115人 \| \| \| 1950年（昭和25年） \| 3,894人 \| \| \| 1955年（昭和30年） \| 3,775人 \| \| |         |  |
| 総務省統計局 / 国勢調査（1955年） |         |  |
| 1920年（大正9年） | 2,814人 |  |
| 1925年（大正14年） | 2,815人 |  |
| 1930年（昭和5年） | 2,931人 |  |
| 1935年（昭和10年） | 3,014人 |  |
| 1940年（昭和15年） | 2,950人 |  |
| 1947年（昭和22年） | 4,115人 |  |
| 1950年（昭和25年） | 3,894人 |  |
| 1955年（昭和30年） | 3,775人 |  |

## 歴史
- 1890年2月15日 - 町村制施行に伴い、香川郡川部村（かわなべむら）、岡本村（おかもとむら）が合併し、川岡村が発足。
- 1956年9月30日 - 高松市に編入合併。同日付で川岡村が廃止。